# Tauró bronzat
El tauró bronzat (Carcharhinus brachyurus) és una espècie de peix cartilaginós carcariniforme de la família dels carcarínids. Viu en zones costaneres de diversos oceans, incloent-hi la Mediterrània.
Pot arribar als 3,5 m de longitud i als 300 kg de pes, tot i que les mides mitjanes són entre 2,2 i 2,5 metres. El color del dors és entre bronze i verd oliva, amb el ventre blanquinós. És difícil de distingir d'altres espècies de la mateixa família.
És vivípar i té de 13 a 20 cries per cada part. Arriben a la maduresa sexual cap als cinc anys i arriben a viure uns 12 anys. Caça sovint a les zones costaneres, on s'alimenta sobretot de peixos (incloent petits taurons i rajades), i calamars. És perillós pels humans, ja que en algunes parts de la seva àrea de distribució és responsable d'atacs a persones.